# Banderas del Águila
Banderas del Águila är en ort i Mexiko.   Den ligger i kommunen Durango och delstaten Durango, i den centrala delen av landet, 800 km nordväst om huvudstaden Mexico City. Banderas del Águila ligger 2 402 meter över havet och antalet invånare är 1 274.
Terrängen runt Banderas del Águila är kuperad västerut, men österut är den platt. Runt Banderas del Águila är det ganska tätbefolkat, med 60 invånare per kvadratkilometer. Banderas del Águila är det största samhället i trakten. I omgivningarna runt Banderas del Águila växer huvudsakligen savannskog.